# Castelbajac
Castelbajac ist eine französische Gemeinde mit 137 Einwohnern (Stand 1. Januar 2022) im Département Hautes-Pyrénées in der Region Okzitanien (vor 2016: Midi-Pyrénées). Sie gehört zum Arrondissement Bagnères-de-Bigorre (bis 2016: Arrondissement Tarbes) und zum Kanton La Vallée de l’Arros et des Baïses.

## Geographie
Castelbajac liegt auf dem Plateau von Lannemezan zwischen den Flüsses Baïse und Baïsole, circa 21 Kilometer nordöstlich von Bagnères-de-Bigorre und circa 24 Kilometer östlich von Tarbes in der historischen Vizegrafschaft Nébouzan.
Umgeben wird Castelbajac von den sechs Nachbargemeinden:
|        | Montastruc                                  |             |
| Burg   | Kompassrose, die auf Nachbargemeinden zeigt | Bonrepos    |
| Bégole | Houeydets                                   | Campistrous |

## Einwohnerentwicklung

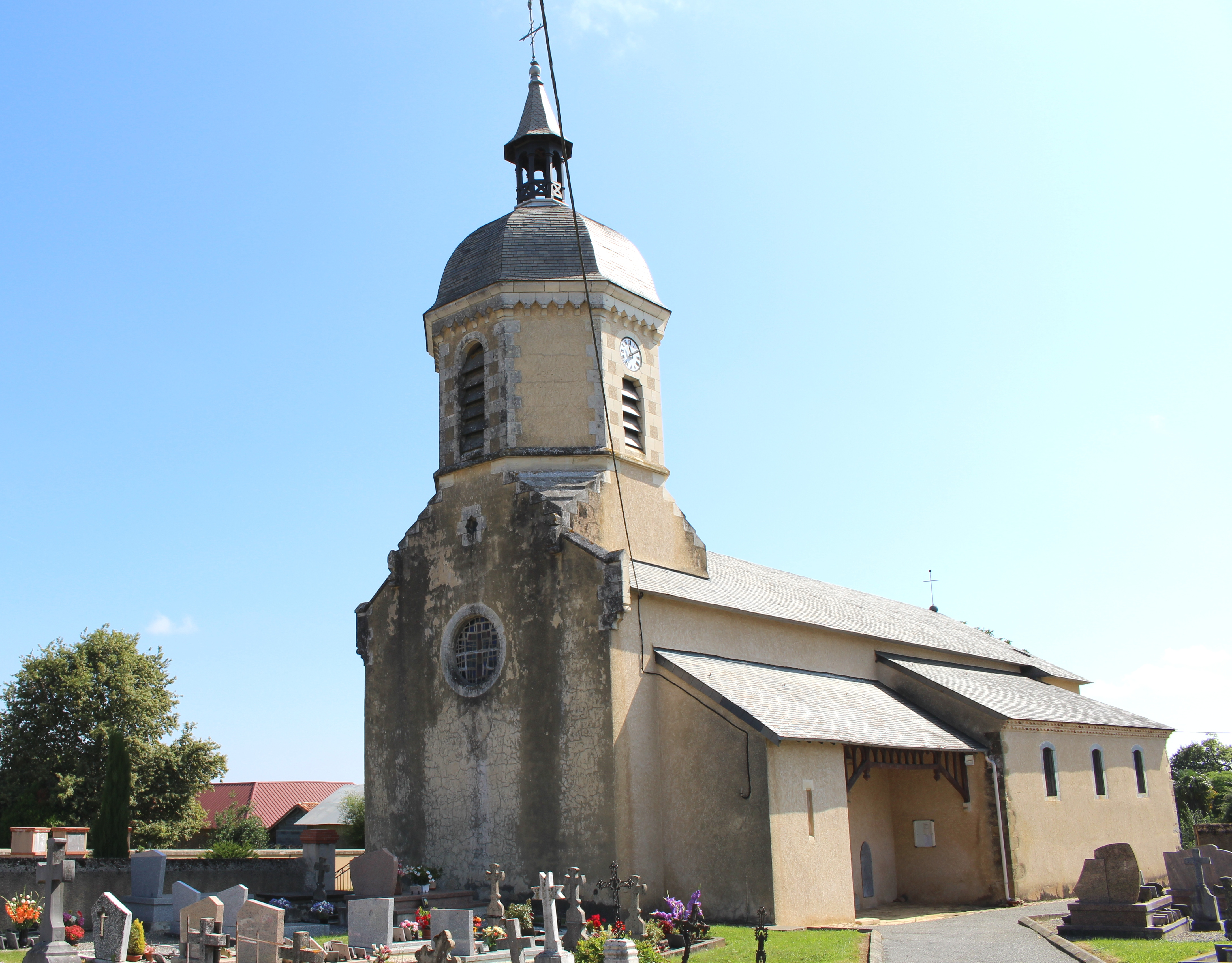
Pfarrkirche Saint-Jean-Baptiste

Nach Beginn der Aufzeichnungen stieg die Einwohnerzahl bis zur Mitte des 19. Jahrhunderts auf einen Höchststand von 865. In der Folgezeit sank die Größe der Gemeinde bei kurzen Erholungsphasen auch und insbesondere durch die Abspaltung der Gemeinde Houeydets bis zur ersten Dekade des 21. Jahrhunderts auf einen Tiefststand von rund 110, bevor sich eine Phase mit moderatem Wachstum einstellte.
| Jahr      | 1962 | 1968 | 1975 | 1982 | 1990 | 1999 | 2006 | 2011 | 2022 |
| --------- | ---- | ---- | ---- | ---- | ---- | ---- | ---- | ---- | ---- |
| Einwohner | 168  | 168  | 168  | 148  | 141  | 130  | 116  | 114  | 137  |

## Sehenswürdigkeiten
- Pfarrkirche Saint-Jean-Baptiste

## Wirtschaft und Infrastruktur

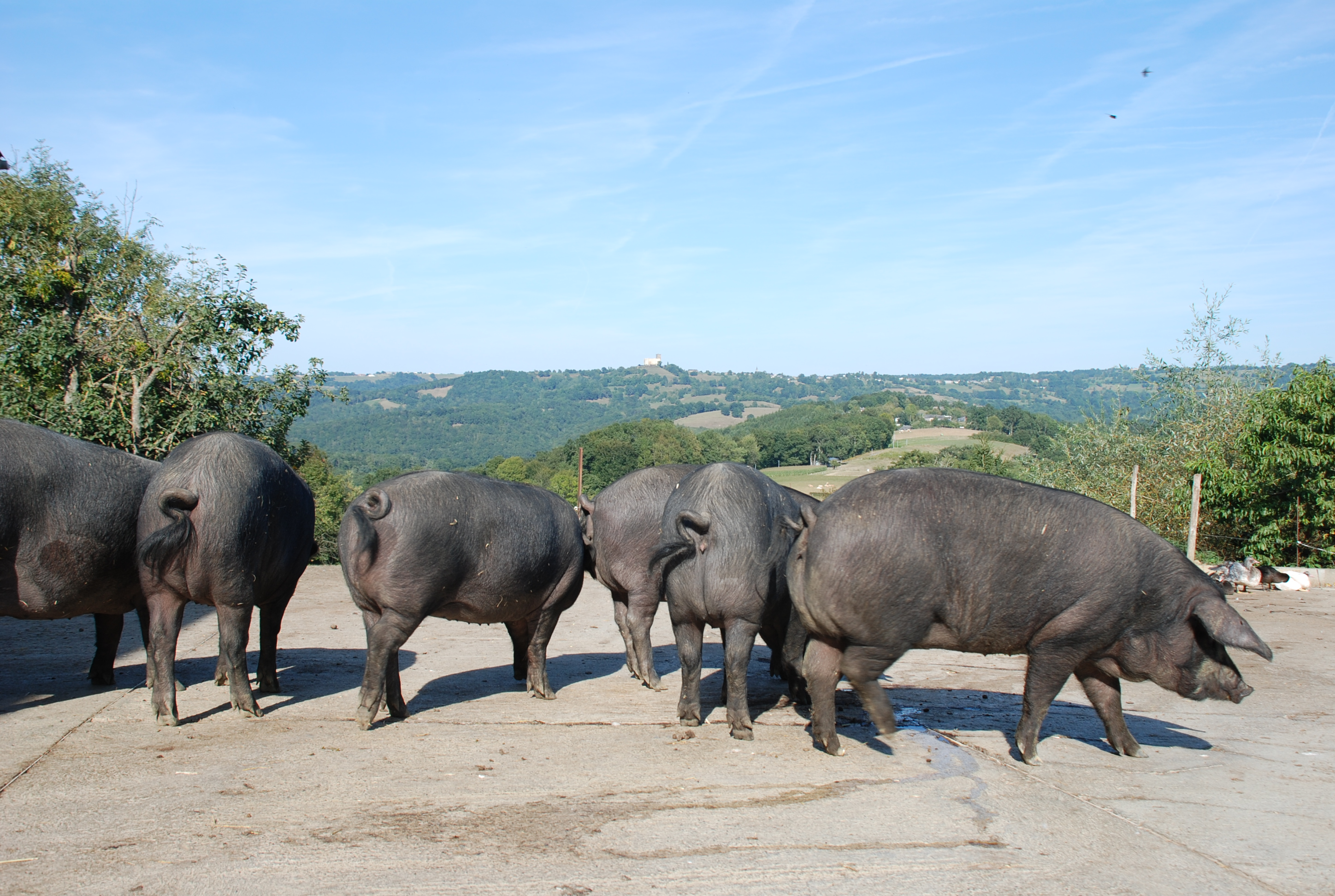
Porcs Noirs de Bigorre

Castelbajac liegt in den Zonen AOC der Schweinerasse Porc noir de Bigorre und des Schinkens Jambon noir de Bigorre.

### Verkehr
Castelbajac wird durchquert von den Routes départementales 17 und 41.

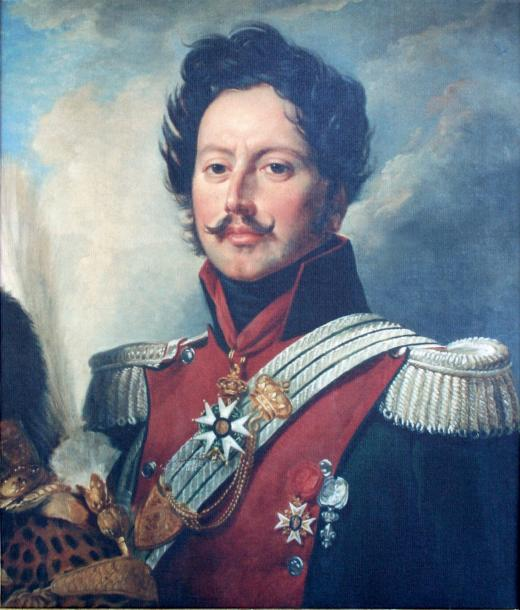
Barthélemy Dominique Jacques Armand, marquis de Castelbajac

## Persönlichkeiten
Barthélemy Dominique Jacques Armand, marquis de Castelbajac, geboren am 12. Juni 1781 in Ricaud, gestorben am 3. April 1864 auf Schloss Caumont in Cazaux-Savès, war General in den Koalitionskriegen, später im Zweiten Kaiserreich Senator und Botschafter in Russland.